# Ben Rowen
Pour les articles homonymes, voir Rowen.
Benjamin Ramon Rowen (né le 15 novembre 1988 à Rancho Palos Verdes, Californie, États-Unis) est un ancien lanceur de relève droitier des Ligues majeures de baseball.

## Carrière
Joueur des Hokies de Virginia Tech, Ben Rowen est repêché en 22e ronde par les Rangers du Texas en 2010. 
Rowen, un lanceur de balle sous-marine, fait ses débuts dans le baseball majeur le 15 juin 2014 comme releveur pour les Rangers face aux Mariners de Seattle. Il lance 8 manches et deux tiers en 8 matchs des Rangers en 2014 avant d'être libéré de son contrat en décembre suivant.